# Tesouro Nacional do Japão
|  |  |  |

|  |  |  |

Os Tesouros Nacionais (国宝: kokuhō) são as Propriedades Culturais Tangíveis mais preciosas do Japão, como determinadas e designadas pela Agência de Assuntos Culturais (uma subsidiária do Ministério da Educação, Cultura, Esportes, Ciência e Tecnologia). Uma Propriedade Cultural Tangível tem um valor histórico ou artístico, classificada como "construções e estruturas" ou como "artes plásticas e artesanato". Cada Tesouro Nacional deve mostrar um acabamento excelente, um alto valor para a histórica cultural mundial ou valor excepcional para as ciências.
Aproximadamente 20% dos Tesouros nacionais são estruturas como castelos, templos budistas, templos xintoístas ou residências. Os outros 80% são pinturas, pergaminhos, sutras, trabalhos de caligrafia, esculturas de madeira, bronze, laca ou pedra, artesanato como cerâmica e esculturas de laca, obras em metal, espadas e tecidos, além de artefatos arqueológicos ou históricos. Os itens englobam períodos do Japão antigo e moderno, antes do período Meiji, incluindo artigos da antiga cerâmica do período Jomon e documentos e escritos do século XIX. A designação do Palácio Akasaka em 2009 incluiu um Tesouro Nacional do século XX.
O Japão possui uma rede compreensiva de legislação para proteção, preservação e classificação de seu patrimônio cultural. O cuidado com propriedades físicas e intangíveis e sua proteção é típica das práticas de preservação e restauração japonesas. Os métodos de proteção dos Tesouros Nacional incluem restrições sobre alterações, transferência e exportação, bem como apoio financeiro na forma de subsídios e reduções tributárias. A Agência de Assuntos Culturais fornece aos proprietários conselhos sobre restauração, administração e exibição pública das propriedades. Esses esforços são complementados pelas leis que protegem o ambiente das estruturas designadas e as técnicas necessárias de restauração das obras.
Kansai, a região das capitais do Japão dos tempos antigos do século XIX, possui a maior parte dos Tesouros Nacionais; Quioto sozinha possui cerca de um quinto dos Tesouros Nacionais. As propriedades de artes plásticas e artesanato são geralmente pertencentes a entes privados ou estão em museus, incluindo museus nacionais como os museus de província ou de cidades públicos de Tóquio, Quioto e Nara, além de museus privados. Artigos religiosos são geralmente abrigados em templos budistas e xintoístas ou em museus vizinhos ou casas de tesouro.

## História

### Panorama e esforços iniciais de proteção

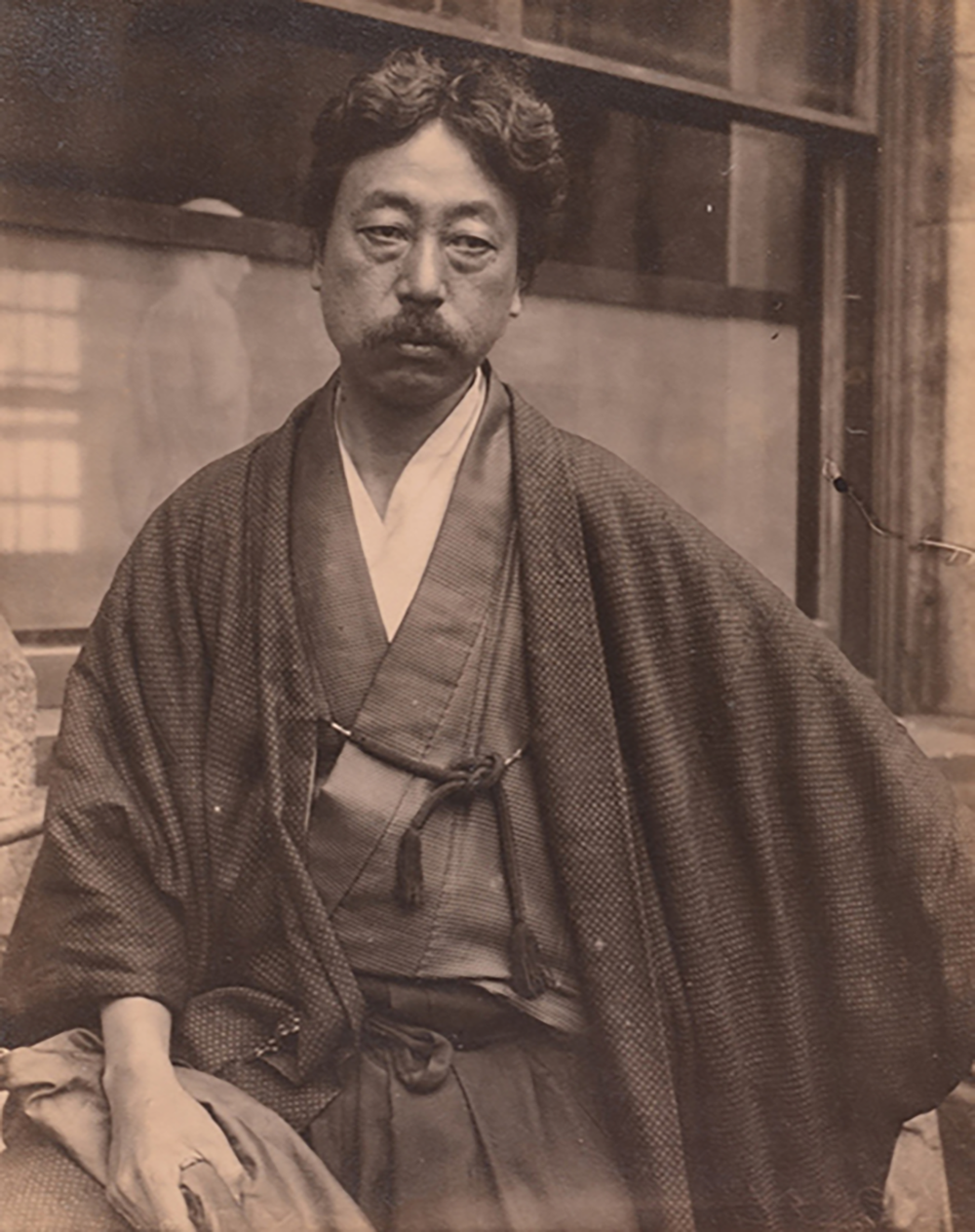
Okakura Kakuzō

As propriedades culturais japonesas estavam originalmente na propriedade de templos budistas, templos xintoístas e famílias aristocráticas ou samurais. O Japão feudal encerrou-se abruptamente em 1867/68 quando o xogunato Tokugawa foi substituído pela Restauração Meiji. Durante o haibutsu kishaku que se seguiu (literalmente "abolir o budismo e destruir Shākyamuni") impulsionou a política oficial de separação do xintoísmo e budismo, os movimentos antibudistas passaram a propagar o retorno ao xintoísmo e as construções e obras budistas foram destruídas. Em 1871, o governo confiscou as terras dos templos, considerados símbolos da elite dominante. As propriedades pertencentes aos senhores feudais foram expropriadas, os castelos e residências históricos foram destruídos e cerca de 18 mil templos foram fechados. Durante o mesmo período, a herança cultural japonesa foi impactada pela ascensão da industrialização e ocidentalização. Como um resultado, as instituições budistas e xintoístas se empobreceram. Os templos decaíram e os objetos valiosos foram exportados.
Em 1871, o Daijō-kan emitiu um decreto para proteger as antiguidades japonesas chamado de Plano para a Preservação dos Artefatos Antigos (古器旧物保存方, koki kyūbutsu hozonkata). Baseado em recomendações de universidades, o decreto ordeno as províncias, templos budistas e xintoístas a compilarem listas de construções e obras de arte importantes. No entanto, esses esforços provaram-se sem efeito em face da ocidentalização radical. Em 1880, o governo alocou fundos para a preservação de templos budistas e xintoístas antigos. Em 1894, 539 templos xintoístas e budistas haviam recebido subsídios para conduzir reformas e reconstruções. O pagode de cinco andares Daigo-ji, o kon-dō de Tōshōdai-ji, e o hon-dō de Kiyomizudera são exemplos de construções que passaram por reformas durante este período. Uma pesquisa conduzida em conjunto com Okakura Kakuzō e Ernest Fenollosa entre 1888 e 1897 foi designada para avaliar e catalogar 210 mil objetos de mérito artístico ou histórico. O final do século XIX foi um período de mudança política no Japão com os valores culturais mudando-se da adoção entusiasmada das ideias ocidentais para o interesse recém-descoberto na herança cultural japonesa. A história arquitetônica japonesa começou a parecer nos currículos das faculdades e os primeiros livros sobre história da arquitetura foram publicados, estimulados pelos inventários recém-compilados de construções e obras de arte.

### Lei de Preservação de Templos Budistas e Xintoístas Antigos

Primeiro dos pergaminhos de animais e humanos brincando, pertencente ao Kōzan-ji

Em 5 de junho de 1897, a Lei de Preservação de Templos Budistas e Xintoístas Antigos (koshaji hozonhō) (lei número 49) foi promulgada. Ela foi a primeira lei sistemática para a preservação da arte e arquitetura histórica japonesa. Formulada sob a liderança do historiador da arquitetura e arquiteto Itō Chūta, a lei estabelecia, em 20 artigos, o financiamento governamental para a preservação de construções e a restauração de obras de arte. A lei aplicava à arquitetura e obras de arte relacionadas a uma estrutura arquitetônica, com a previsão de que a unicidade histórica e a qualidade excepcional seria estabelecidas posteriormente (artigo 2). As solicitações para o apoio financeiro seriam feitos ao Ministério de Assuntos Internos (artigo 1) e a responsabilidade pela restauração e preservação permanecia nas mãos dos representantes locais (artigo 3). As obras de restauração eram financiadas diretamente pelos cofres nacionais (artigo 3).
Uma segunda lei foi aprovada em 15 de dezembro de 1897, que fornecia provisões complementares para designar obras de arte na posse de templos budistas e xintoístas como "Tesouros Nacioanis" (国宝, kokuhō). A nova lei também fornecia a possibilidade de obras de arquitetura religiosa serem designadas como "Construções Especialmente Protegidas" (特別保護建造物, tokubetsu hogo kenzōbutsu). Embora os critérios principais fossem a "superioridade artística" e o "valor como evidência histórica e riqueza das associações históricas", a idade da obra era um fator adicional. Obras de arte designadas poderiam ser de qualquer das seguintes categorias: pinturas, esculturas, caligrafia, livros e trabalhos à mão. Espadas também foram incluídas posteriormente. A lei limitava a proteção a itens possuídos por instituições religiosas, enquanto artigos em posse privada permaneciam desprotegidos. Os fundos designados para a restauração de obras e estruturas de arte foram aumentados de 20 mil ienes para 150 mil ienes, e multas foram definidas para a destruição de propriedades culturais. Foi exigido dos proprietários que eles registrassem os objetos designados em museus recém-criados, a quem era concedido o direito de preferência de compra no caso de venda. Inicialmente, 44 construções de templos budistas e xintoístas e 155 relíquias foram designadas sob a nova lei, incluindo o kon-dō em Horyu-ji.
As leis de 1897 foram a fundação da atual lei de preservação. Quando elas foram aprovadas, apenas a Inglaterra, França, Grécia e quatro outros países europeus possuíam uma legislação semelhante. Como um resultado nas novas leis, o Daibutsuden do Tōdai-ji foi restaurado entre 1906 e 1913. Em 1914, a administração das propriedades culturais foi transferida do Ministério de Assuntos Internos para o Ministério da Educação (atual MEXT).

### Extensão da proteção
No início do século XX, a modernização transformou o panorama japonês e colocou uma ameaça aos monumentos históricos e naturais. As sociedades de homens proeminentes como a "Sociedade Imperial de Pesquisa de Locais Antigos" ou a "Sociedade para a Investigação e Preservação de Locais Históricos e Árvores Antigas" defendeu e alcançou uma resolução na Câmara dos Pares para medidas de conservação. Posteriormente esses esforços resultaram na Lei de Preservação de Locais Históricos, Lugares de Beleza Cênica e Monumentos Naturais (史蹟名勝天然紀念物保存法, shiseki meishō enrenkinenbutsu hozonhō) de 1919, protegendo e catalogando tais propriedades da mesma maneira que dos templos budistas e xintoístas e obras de arte.
Em 1929, cerca de 1 100 propriedades haviam sido designadas sob a "Lei de Preservação de Templos Budistas e Xintoístas Antigos" de 1897". A maior parte eram construções religiosas que datavam do século VII ao início do século XVII. Aproximadamente 500 construções foram extensivamente restauradas, com 90% do financiamento sendo fornecido pelo orçamento nacional. As restaurações durante o período Meiji empregavam novos materiais e técnicas.

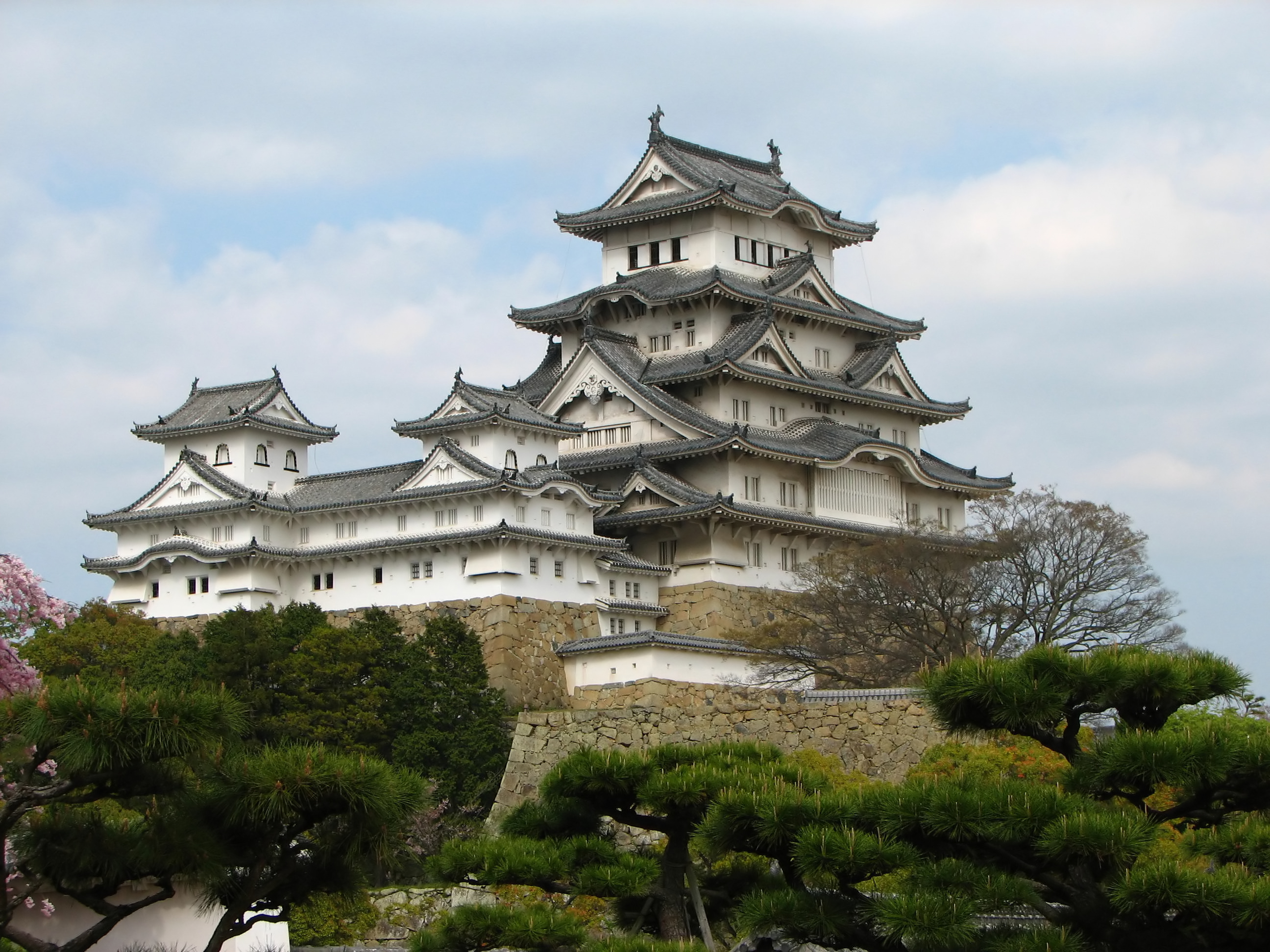
Em 1931, o Castelo de Himeji tornou-se um Tesouro nacional sob a Lei de Preservação de Tesouros Nacionais de 1929.

Em 1929, a Lei de Preservação de Tesouros Nacionais (国宝保存法, kokuhō  hozonhō) foi aprovada e entrou em vigor em 1º de julho daquele ano. A lei substituiu as leis de 1897 e estendia a proteção para Tesouros nacionais pertencentes a instituições públicas e privadas, além de indivíduos privados, em um esforço para evitar a exportação ou remoção de propriedades culturais. O foco da proteção não era apenas as construções religiosas antigas mas também os castelos, casas de chá, residências e construções religiosas mais recentes. Muitas dessas estruturas haviam sido transferidas da propriedade feudal para a privada após a restauração Meiji. Algumas das primeiras construções residenciais a serem designadas Tesouros Nacionais foram a residência Yoshimura em Osaka (1937) e a residência Ogawa em Quioto (1944). A designação "Tesouro Nacional" foi aplicada a objetos de arte e construções históricas. A nova lei exigia a obtenção de permissões para se realizar alterações futuras das propriedades designadas.
A restauração do portão Nandaimon do Tōdai-ji em 1930 teve padrões desenvolvidos para a preservação. Um arquiteto supervisionou as obras de reconstrução no local. Relatórios extensivos de restauração tornaram-se a norma, incluindo planos, resultados de pesquisas, fontes históricas e documentação do trabalho feito. Durante a década de 1930, cerca de 70-75% dos custos de restauração vieram do orçamento nacional, que aumentou mesmo durante a guerra.
No início da década de 1930, o Japão sofreu com a Grande Depressão. Em um esforço para evitar que objetos de arte ainda não designados como Tesouro Nacional fossem exportados devido à crise econômica, a Lei sobre a Preservação de Obras Importantes de Artes Plásticas (重要美術品等ノ保存ニ関スル 法律, jūyō bijutsuhin tōno hozon ni kan suru hōritsu) foi aprovada em 1º de abril de 1933. Ela forneceu um procedimento simplificado de designação com proteção temporária, incluindo proteções contra exportações. Cerca de 8 mil objetos foram protegidos sob a lei, incluindo templos budistas e xintoístas e construções residenciais. Em 1939, nove categorias de propriedades consistindo de 8 282 itens (pinturas, esculturas, arquitetura, documentos, livros, caligrafia, espadas, artesanato, e artefatos arqueológicos) foram designadas como Tesouros Nacionais e foram proibidas de serem exportadas.
Durante a Segunda Guerra Mundial, muitas de suas construções designadas foram camuflados, e tanques de água e paredes contra incêndio foram instalados para sua proteção. No entanto, 206 construções designadas, incluindo o Castelo de Hiroshima, foram destruídas de maio a agosto de 1945. O texto budista do século IX Tōdaiji Fujumonkō, designado um Tesouro Nacional em 1938, foi destruído por um incêndio em 1945 como um resultado da guerra.

### Lei para a Proteção de Propriedades Culturais

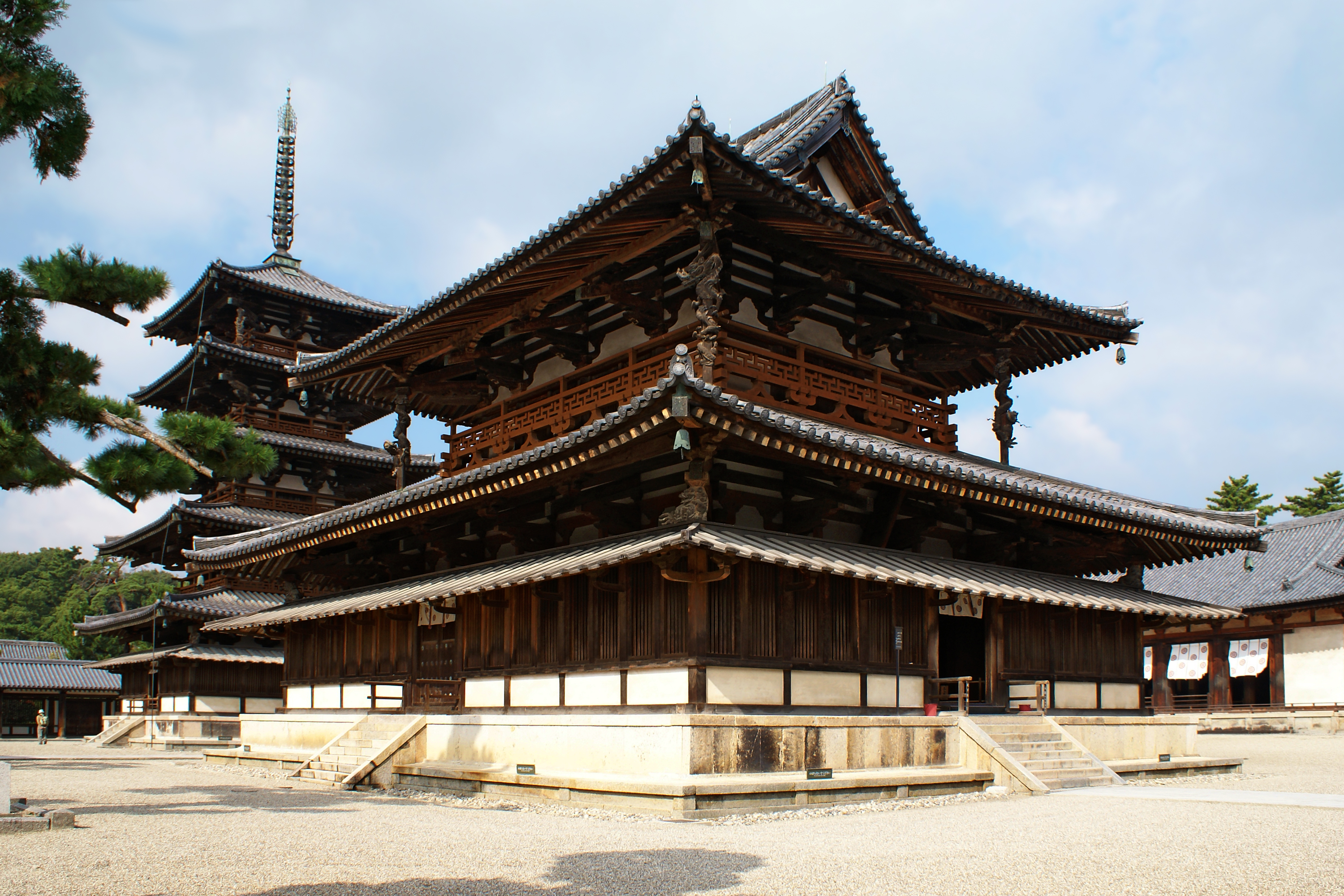
Kon-dō e pagode de cinco andares em Hōryū-ji, duas das mais antigas estruturas de madeira do mundo, datando por volta de 700 d.C.

Quando o kon-dō de Hōryū-ji, uma das mais antigas construções de madeiras existentes no mundo e a primeira a ser protegia sob a "Lei de Preservação de Templos Budistas e Xintoístas Antigos", foi incendiado em 26 de janeiro de 1949, pinturas de parede valiosas do século VII d.C. foram danificadas. O incidente acelerou a reorganização da proteção da propriedade cultural e fez surgir a Lei para a Proteção das Propriedades Culturais (文化財保護法, bunkazai hogohō), que foi aprovada em 30 de maio de 1950 e entrou em vigor em 29 de agosto do mesmo ano.
A nova lei combinou as leis de 1919, 1929 e 1933. O escopo das leis anteriores de proteção foi expandido para cobrir "propriedades culturais intangíveis" como as artes cênicas, "propriedades culturais folclóricas" e "propriedades culturais enterradas". Antes da aprovação desta lei, apenas as propriedades culturais intangíveis de alto value at risk de extinção eram protegidas. Mesmo por padrões internacionais, um espectro amplo de propriedades era coberto pela lei de 1950. A lei era a base para o estabelecimento do Comitê para a Proteção de Propriedades Culturais, um precursos da atual Agência para Assuntos Culturais. Ele permitiu a seleção das mais importantes propriedades culturais, definiu restrições sobre a alteração, reforma e exportação de propriedades culturais e forneceu medidas para a preservação e utilização de tais propriedades.
As regulações que implementaram a lei especificaram três amplas categorias de propriedades: propriedades culturais tangíveis/intangíveis e "locais históricos, de beleza cênica e monumentos naturais". As propriedades culturais tangíveis foram definidas como objetos de "alto valor artístico e histórico" ou materiais arqueológicos (ou outros materiais históricos) de "alto valor acadêmico". As construções designadas deveriam se destacar no design ou na técnica de construção, ter um alto valor histórico ou acadêmico, ou ser típico de um movimento ou área.
Um sistema de propriedades culturais tangíveis foi estabelecido com duas classes: Propriedade Cultural Importante e Tesouro Nacional. O Ministério da Educação designa as propriedades culturais importantes como Tesouros Nacionais se elas são de "valor particularmente alto do ponto de vista da cultura mundial ou se são tesouros de destaque para o povo japonês". Todos os Tesouros Nacionais previamente designados foram inicialmente rebaixados para propriedades culturais importantes. Alguns foram designados como novos Tesouros Nacionais a partir de 9 de junho de 1951. Após uma decisão da Dieta Nacional do Japão, as propriedades a serem consideradas como Patrimônio Mundial deveriam ser protegidas sob a lei de 1950.

### Desenvolvimentos recentes na proteção de propriedades culturais
Os Tesouros Nacionais foram designados de acordo com a Lei de Proteção de Propriedades Culturais, começando em 9 de junho de 1951. Esta lei, que ainda está em vigor, foi complementada com emendas e leis complementares que reorganizaram o sistema para a proteção e preservação e estenderam seu escopo para uma variedade maior de propriedades culturais. Algumas dessas mudanças indiretamente afetaram a proteção dos Tesouros Nacionais designados.

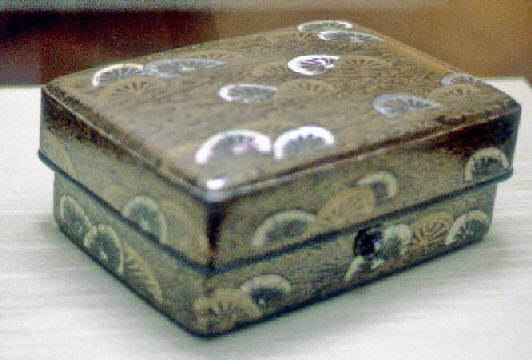
Caixa de laca com design de rodas de carroças.

Na década de 1960, o espectro de construções protegidas foi expandido para incluir exemplos antigos da arquitetura ocidental. Em 1966, a Lei para a Preservação de Capitais Antigas foi aprovada. Ela se restringia às antigas capitais de Kamakura, Heijō-kyō (Nara), Heian-kyō (Quioto), Asuka (atual Asuka (Nara)), Fujiwara-kyō (Kashihara), Tenri, Sakurai, e Ikaruga, áreas nas quais um grande número de Tesouros Nacionais existe. Em 1975, a lei foi estendida para incluir grupos de construções históricas não necessariamente localizadas em capitais.
A segunda mudança significante de 1975 foi que o governo começou a estender a proteção não apenas para propriedades tangíveis e intangíveis por seu valor histórico ou artístico mas também as técnicas para a conservação das propriedades culturais. Este passo era necessário devido à ausência de artesãos habilidosos, resultante da industrialização. As técnicas a serem protegidas incluíam a montagem de pinturas de caligrafias em pergaminhos, a restauração da laca e esculturas de madeira, e a produção de máscaras, roupas e instrumentos de Noh.

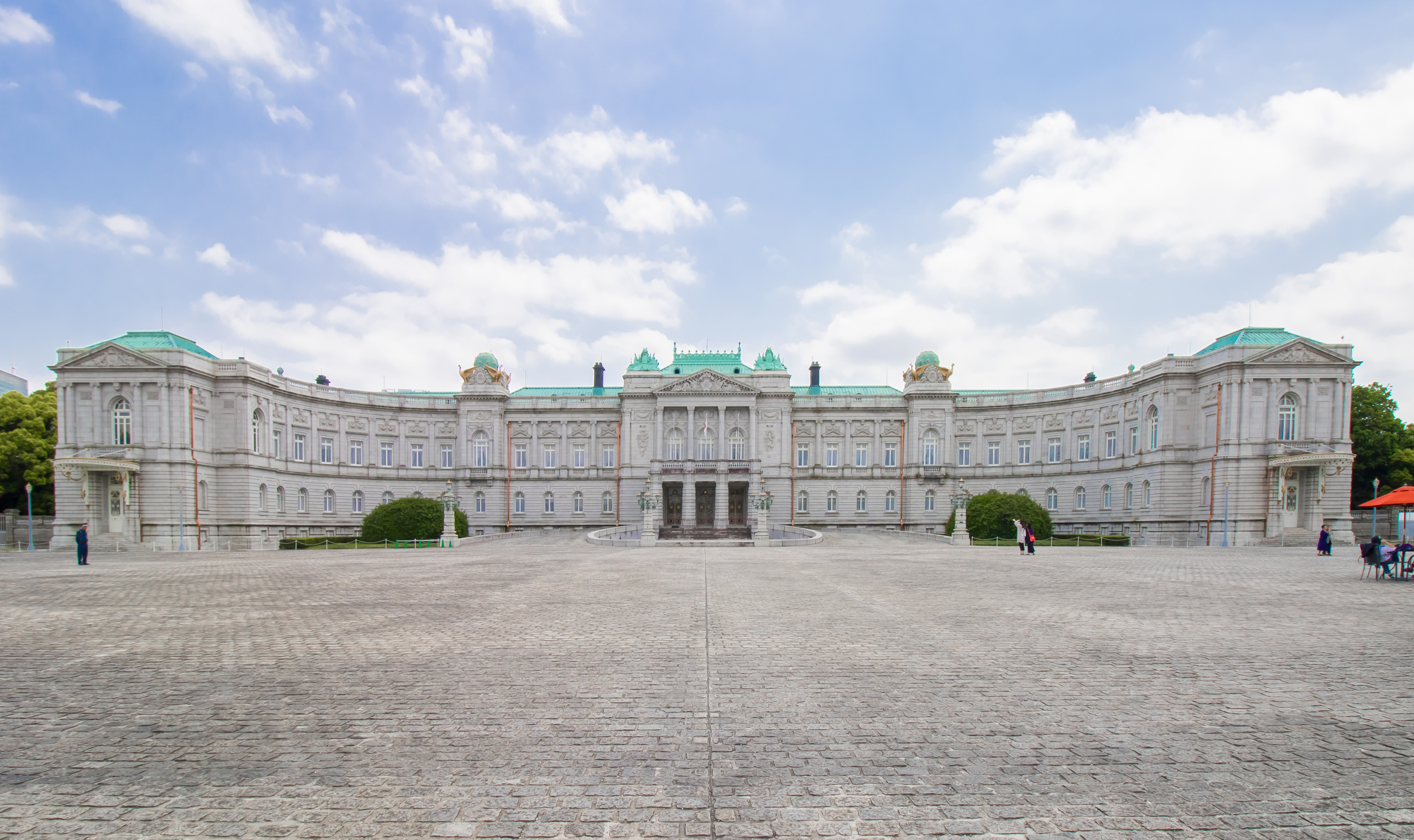
O Palácio Akasaka é o único Tesouro Nacional na categoria de residências modernas (período Meiji e posteriores).

O sistema de duas categorias de "Tesouros Nacionais" e "Propriedades Culturais Importantes" foi complementado em 1996 com um novo nível de "Propriedade Cultural Registrada" para itens em necessidade significante de preservação e uso. Inicialmente limitado a construções, o novo nível de importância funcionava como uma lista de espera para Propriedades Culturais Importantes nomeadas e como uma extensão para os Tesouros Nacionais. Um grande número de residências industriais e históricas do final do período Edo ao período Showa foram registradas sob este sistema. Comparado às Propriedades Culturais Importantes e Tesouros Nacionais, o  registro da Propriedade Cultural implica menos responsabilidades para o proprietário. Desde o final do século XX, a Agência para Assuntos Culturais focou em designar estruturas construídas entre 1868 e 1930 e aquelas em regiões sub-representadas. A oferta insuficente de matérias-primas e ferramentas necessárias para as obras de restauração foi reconhecida pela agência. Em 1999, a responsabilidade de proteção foi transferida para as províncias e cidades designadas. Como um resultado do terremoto e tsunami de Tohoku de 2011, 704 As propriedades culturais que sofreram danos incluíam cinco construções Tesouros Nacionais. Os Tesouros Nacionais afetados são o Zuigan-ji, Ōsaki Hachiman-gū, Shiramizu Amidadō e o Hall de Buda do Seihaku-ji.

## Procedimento de designação

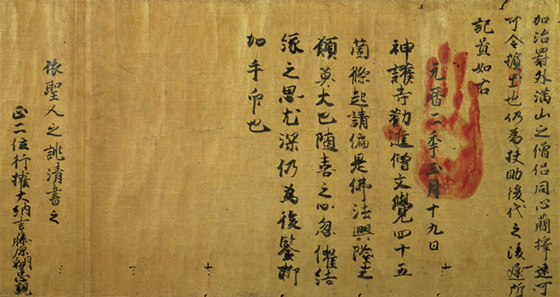
Regras e regulamentação de 45 artigos do Monge Mongaku, um Tesouro Nacional na cateogira de documentos antigos.

Os produtos culturais com uma forma tangível que possui alto valor histórico, artístico e acadêmico para o Japão são listados em um sistema de três classes. As propriedades que necessitam preservação e utilização são catalogadas como "Propriedades Culturais Registradas". Os objetos importantes são designados como "Propriedades Culturais Importantes".
As propriedades culturais importantes que mostram um acabamento verdadeiro excepcional, um alto valor para a história cultural mundial ou um valor excepcional para a erudição podem ser designadas como "Tesouros Nacionais". A fim de obter a designação, o proprietário de uma propriedade cultural importante contacta ou é contactado pela Agência para Assuntos Culturais para informações sobre o registro. No segundo caso, a agência sempre consulta o proprietário de antemão, mesmo não sendo exigido pela lei. A agência então contacta o Conselho para Assuntos Culturais, que consiste de cinco membros indicados pelo Ministro da Educação por sua "ampla e eminente visão sobre o conhecimento da cultura". O conselho pode buscar apoio de uma comissão investigativa e eventualmente prepara um relatório para a Agência para Assuntos Culturais. Se eles apoiam a nomeação, a propriedade é colocada na lista de propriedades culturais, o proprietário é informado do resultado e um anúncio é feito no diário oficial. A política de designação é deliberadamente exigente, mantendo o número de propriedades designadas baixo. Com respeito a isto, o sistema de concessão da Coreia do Sul é semelhante ao do Japão. No século XXI, até cinco propriedades foram designadas a cada ano.

## Categorias
A Agência para Assuntos Culturais designa as propriedades culturais tangíveis como Tesouros Nacionais em treze categorias baseadas no tipo. A agência geralmente distingue entre "construções e estruturas" (建造物, kenzōbutsu) e "artes plásticas e artesanato" (美術工芸品, bijutsu kōgeihin). Cada categoria principal é dividida em subcategorias. As 218 propriedades culturais estruturais são separadas em seis categorias, e as 871 propriedades culturais que são obras de artes plásticas e artesanato são separadas em sete categorias.

### Castelos

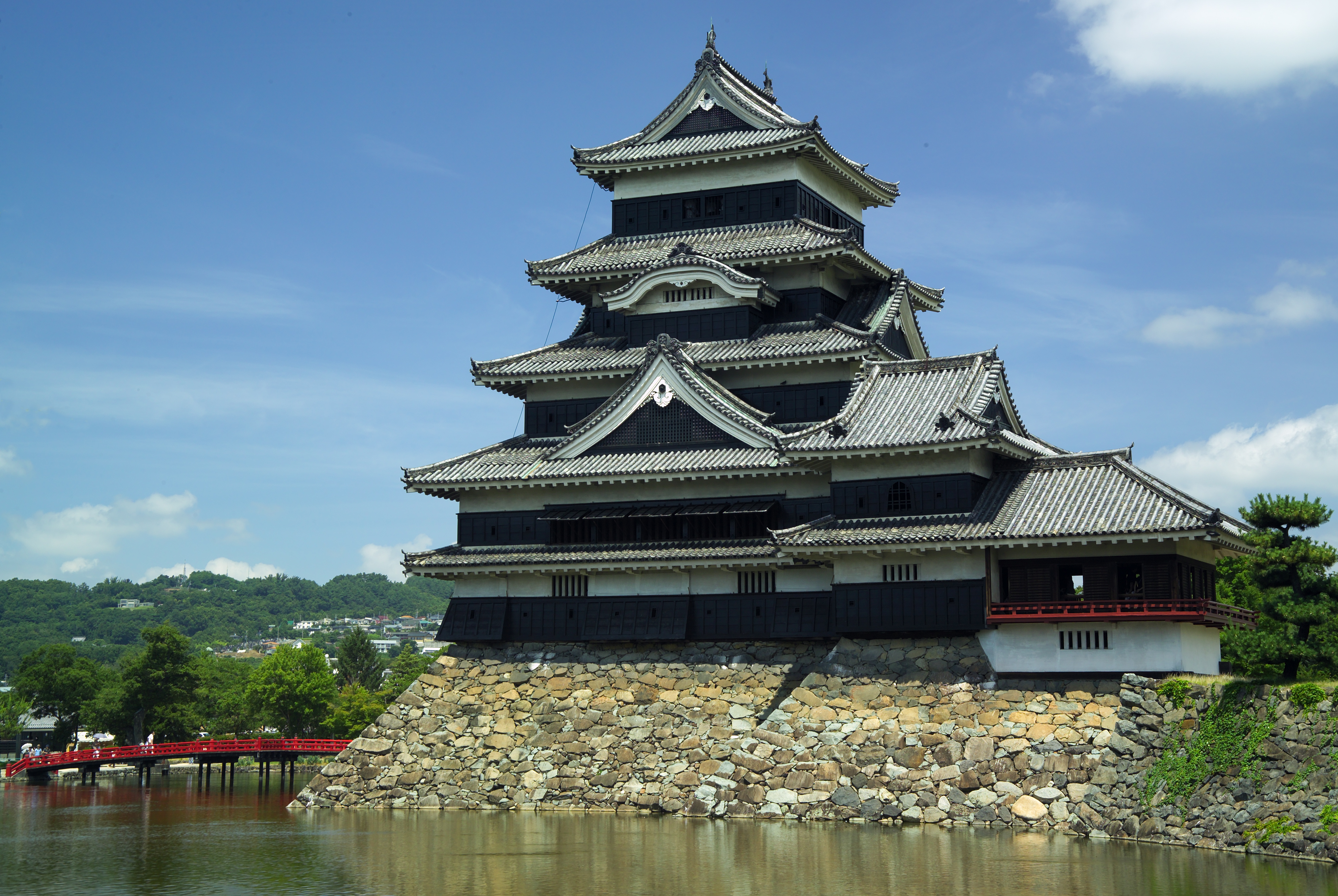
Castelo de Matsumoto

A categoria "castelos" (城郭, jōkaku) inclui oito Tesouros Nacionais designados que se localizam em quatro locais (Castelo de Himeji, Castelo de Matsumoto, Castelo de Inuyama e Castelo de Hikone) e compreende dezesseis estruturas como donjons, torres de observação e galerias. O Castelo de Himeji, o castelo mais visitado no Japão e um Patrimônio Mundial, possui cinco Tesouros Nacionais; os outros castelos possuem um cada. As estruturas designadas representam o apogeu da construção do castelo japonês e datam do final do período Sengoku, do final do século XVI à primeira metade do século XVII. Construídos de madeira e gesso em uma base de pedra, os castelos eram fortificações militares bem como centros políticos, culturais e econômicos. Eles também serviam como residências para os daimyo, sua família, e samurais. A estrutura mais antiga na categoria é o donjon da era Bunroku chamado de Pequena Torre Noroeste, que se localiza no Castelo de Matsumoto.

### Residências modernas e históricas

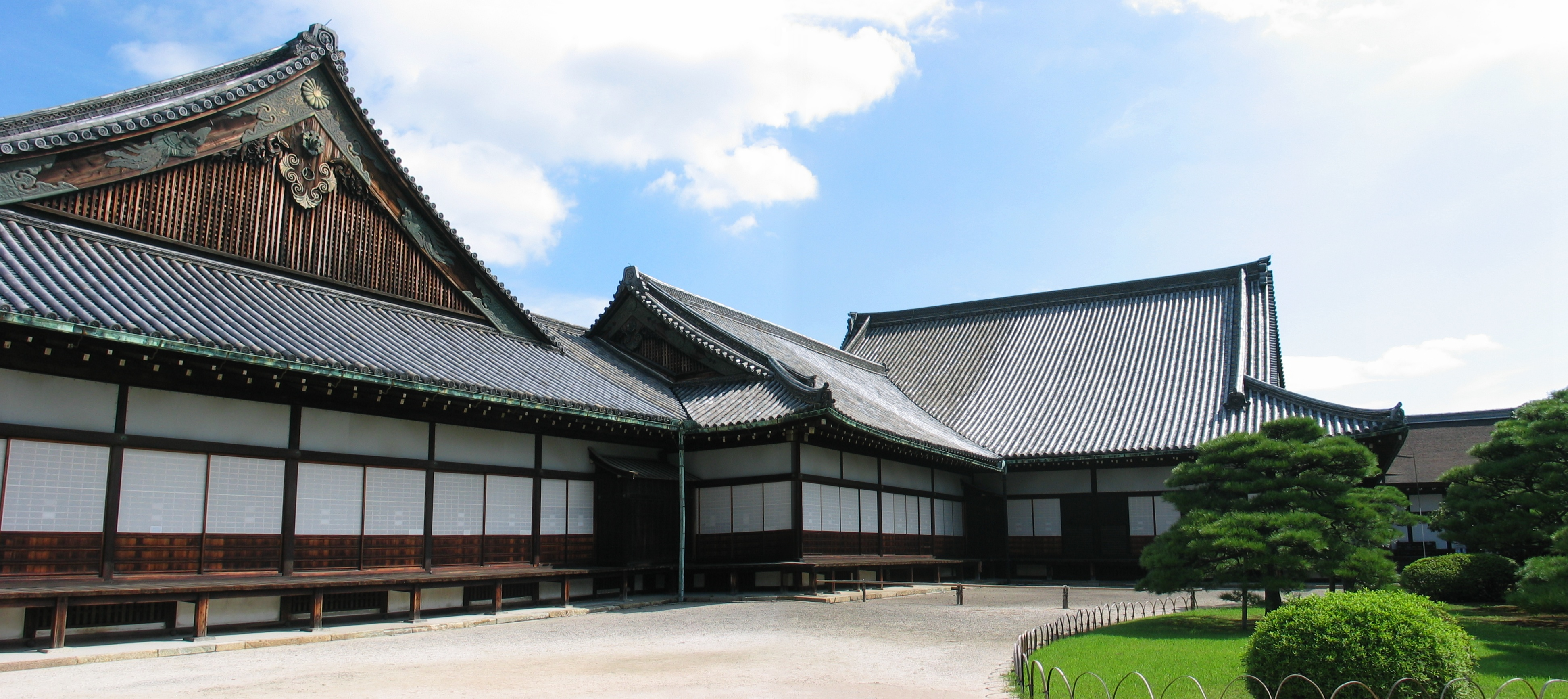
Palácio Ninomaru no Castelo de Nijō

A arquitetura residencial inclui duas categorias: "residências modernas" (住居, jūkyo) do período Meiji em diante e as "residências históricas" (住宅, jūtaku), que datam de antes de 1867. Atualmente, o único Tesouro Nacional moderno residencial é o Palácio de Akasaka em Tóquio, que foi construído em 1909. Quatorze Tesouros Nacionais, datando entre 1485 a 1657, são listados na categoria de residências históricas. Dez localizam-se em Quioto. As estruturas incluem casa de chá, shoin e salões de visitantes ou de recepção.

### Templos xintoístas

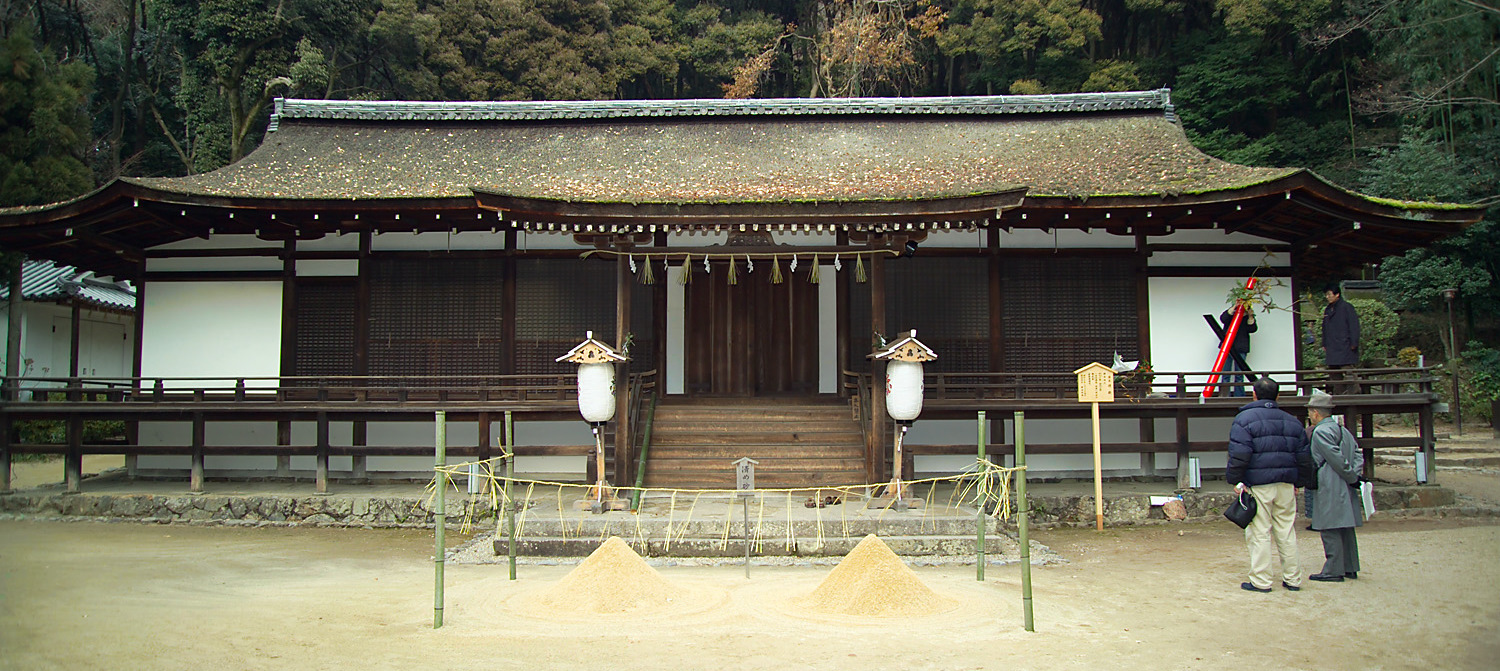
Salão de oração (haiden) do Santuário de Ujigami

Os Tesouros nacionais na categoria de "templos xintoístas" (神社, jinja) incluem salões principais (honden), oratórios (haiden), portões, salões de oferenda (heiden), salões de purificação (haraedono) e outras estruturas associadas com templos xintoístas. Atualmente, há 39 Tesouros Nacionais nesta categoria, datando do século XII (final do período Heian) ao século XIX (final do período Edo). De acordo com a tradição do Shikinen sengū-sai (式年遷宮祭), as construções ou templos xintoístas eram reconstruídos em intervalos regulares, aderindo ao design original. Desta maneira, os estilos antigos foram replicados através dos séculos até os dias atuais. A estrutura de um templo xintoísta mais antiga designada é o salão principal do Santuário Ujigami, que data do século XII (final do período Heian). Cerca de metade das estruturas designadas localizam-se em três províncias: Quioto, Nara e Shiga, todas localizadas na região de Kansai. O Nikkō Tōshō-gū possui cinco Tesouros Nacionais.

### Templos

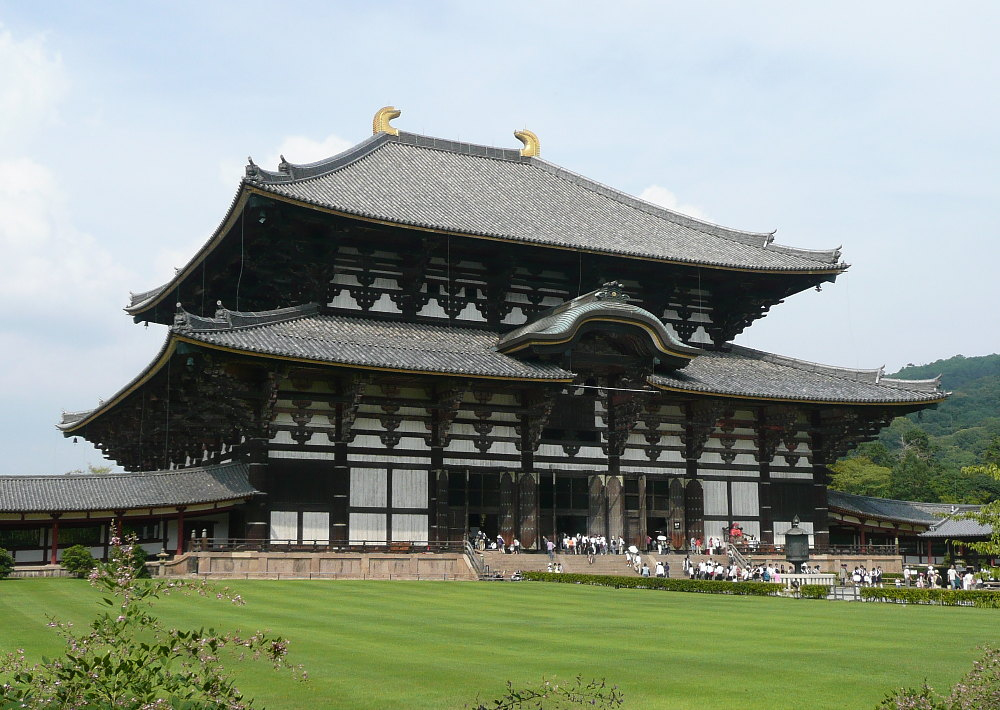
O Salão do Grande Buda (Daibutsuden) no Tōdai-ji

As estruturas associadas aos templos budistas como os salões principais (butsuden, hon-dō e kon-dō), pagodes, campanários, corredores e outros salões ou estruturas são designadas na categoria "templos" (寺院, jiin). Atualmente, 153 Tesouros Nacionais foram designados nesta categoria, incluindo duas das mais antigas estruturas de madeira no mundo – do século VI, Horyu-ji e o Daibutsuden do Tōdai-ji, a maior construção de madeira no mundo. As estruturas cobrem mais de mil anos da arquitetura budista japonesa, do século VI (período Asuka) ao século XIX (final do período Edo). Cerca de três quartos das propriedades designadas localizam-se na região de Kansai, com 60 estruturas de templos que são Tesouro Nacional em Nara e 29 em Quioto. O templo Horyu-ji possui o maior número de construções designadas Tesouros Nacionais, com 18 estruturas.

### Estruturas diversas

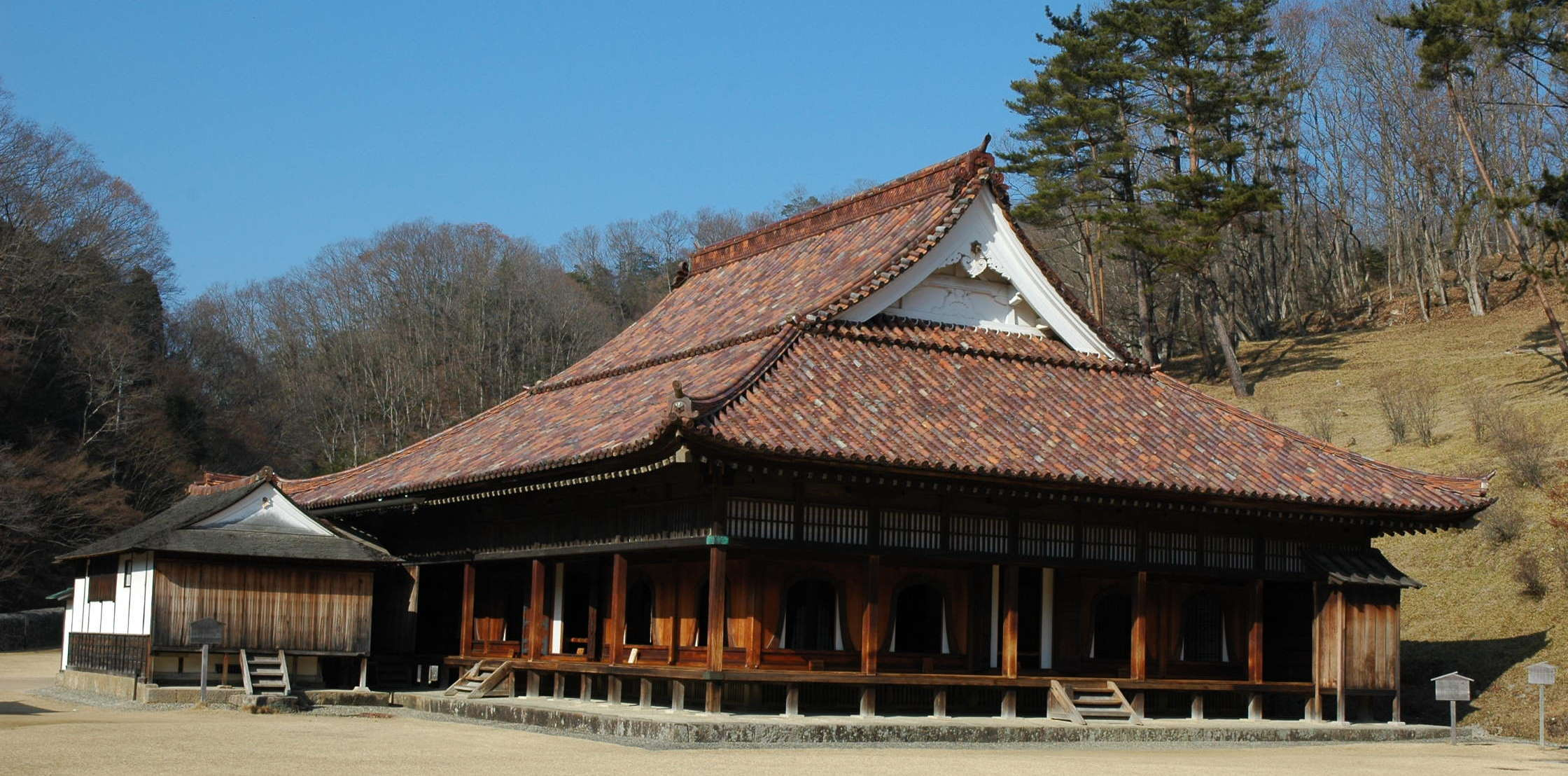
Auditório da antiga Escola Shizutani

Há três "estruturas diversas" (その他, sono hoka) que não se encaixam em qualquer das outras categorias. Eles são o palco Norte de Noh no Nishi Hongan-ji de Quioto, o auditório da antiga Escola Shizutani em Bizen, Okayama, e a Igreja Ōura em Nagasaki.
O palco Norte de Noh, que data de 1581, é a mais antiga estrutura existente do tipo, consistindo de um palco, um palco lateral para o coral (脇座, wakiza), um local para músicos (後座, atoza), e uma passagem para entrar ou sair do palco (橋掛, hashigakari).
Construído durante meados do período Edo, em 1701, o Auditório da escola Shizutani, um instituto educacional para pessoas comuns, é uma construção de um único andar. Ele possui um telhado irimoya composto de telhas planas, amplas e côncavas e telhas convexas semicilíndricas que cobrem as estruturas. A estrutura de 19,4 x 15,6 metros foi construída de madeira de alta qualidade como zelkova, cedro e cânfora.
A Igreja Ōura foi estabelecida em 1864 pelo padre francês Bernard Petitjean de Fier para comemorar os 26 cristãos mártires executados por crucificação em 5 de fevereiro de 1597, em Nagasaki. A fachada da igreja fica de frente para as colinas de Nishizaka, o local de sua execução. É uma estrutura gótica e a mais antiga igreja de madeira existente no Japão.

### Documentos antigos

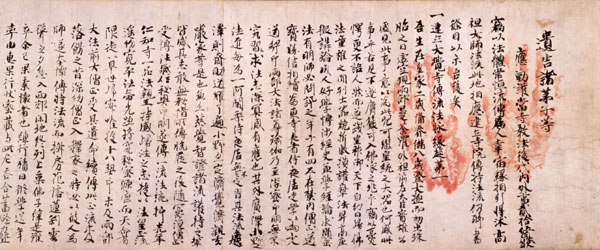
Testamento do Imperador Go-Uda com marcas das mãos.

Documentos históricos japoneses valiosos são designados na categoria "documentos antigos" (古文書, komonjo). Há 60 itens ou conjuntos de itens nesta categoria, variando de cartas e diários a registros. Um dos Tesouros Nacionais é um mapa de linho e outro é uma inscrição em pedra. No entanto, todos os outros objetos na categoria foram criados com um pincel de escrita no papel e em muitos casos são exemplos importantes de caligrafia antiga. Os itens mais antigos datam do final do século VII e o mais recente é do século XIX (final do período Edo). Aproximadamente metade dos itens na categoria localizam-se em Quioto.

### Materiais arqueológicos

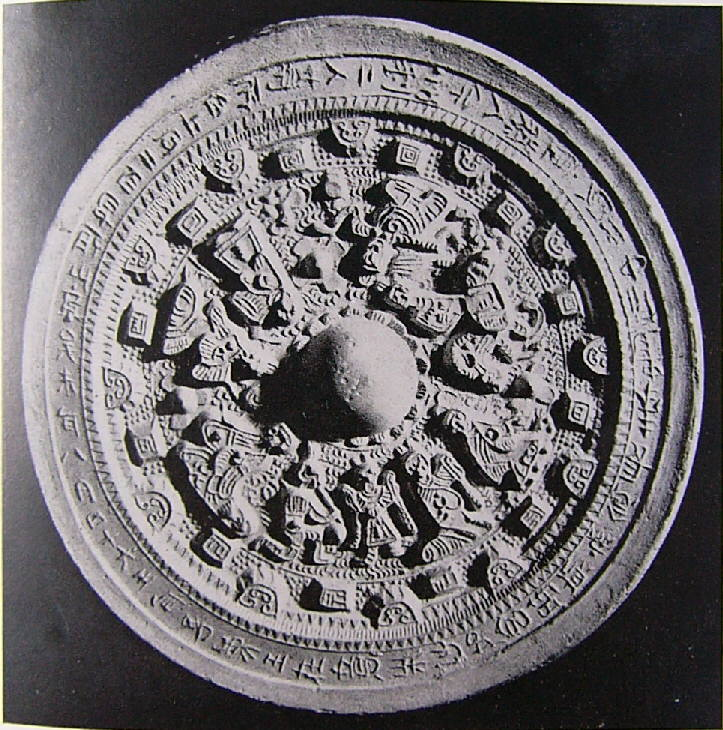
Espelho do Santuário Suda Hachiman

A categoria "materiais arqueológicos" (考古資料, kōkoshiryō) inclui algumas das mais antigas propriedades culturais, com 45 Tesouros Nacionais designados. Muitos dos Tesouros Nacionais nesta categoria consistem de grandes conjuntos de objetos originalmente enterrados como parte de túmulos ou como oferenda para templos, e subsequentemente escavados de tumbas, kofun, túmulo sutras ou outros sítios arqueológicos. Os itens mais antigos são a cerâmica e figuras de barro dogū do período Jomon que refletem a antiga civilização japonesa. Outros itens listados incluem espelhos de bronze e sinos, joias, espadas antigas e facas. O objeto mais recente, uma coluna de pedra hexagonal, data do período Nanboku-cho, 1361. A maior parte dos materiais (27) localizam-se em museus, com seis Tesouros Nacionais no Museu Nacional de Tóquio.

### Artesanato
A categoria "artesanato" (工芸品, kōgeihin) inclui 252 Tesouros Nacionais, dos quais 122 estão na subcategoria de espadas e 130 são outros itens de artesanato.
Espadas

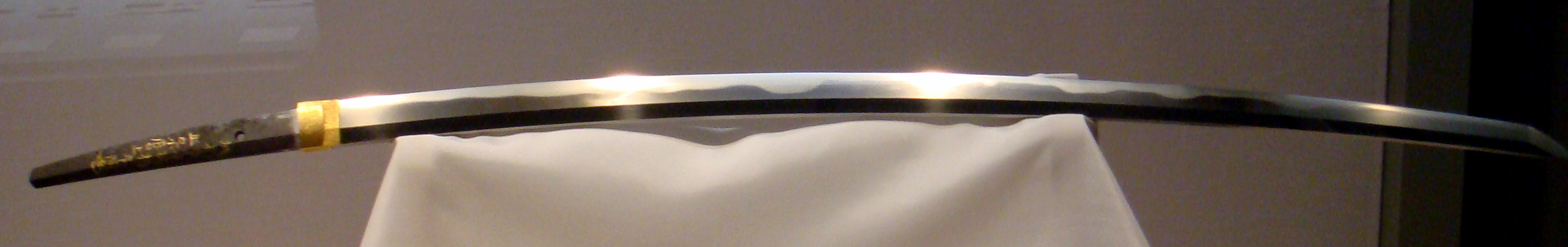
Katana com uma inscrição incrustada em ouro, de Masamune.

As espadas estão incluídas na categoria artesanato, e tanto a própria espada como a montagem da espada é designada como um Tesouro Nacional. Atualmente 110 espadas e 12 montagens de espada são Tesouros Nacionais. As mais antigas propriedades designadas datam do século VII (período Asuka). No entanto, 86 dos itens são do período Kamakura, com os objetos mais recentes do período Muromachi. Os itens designados localizam-se em templos budistas, templos xintoístas, museus e coleções privadas.
Não-espadas

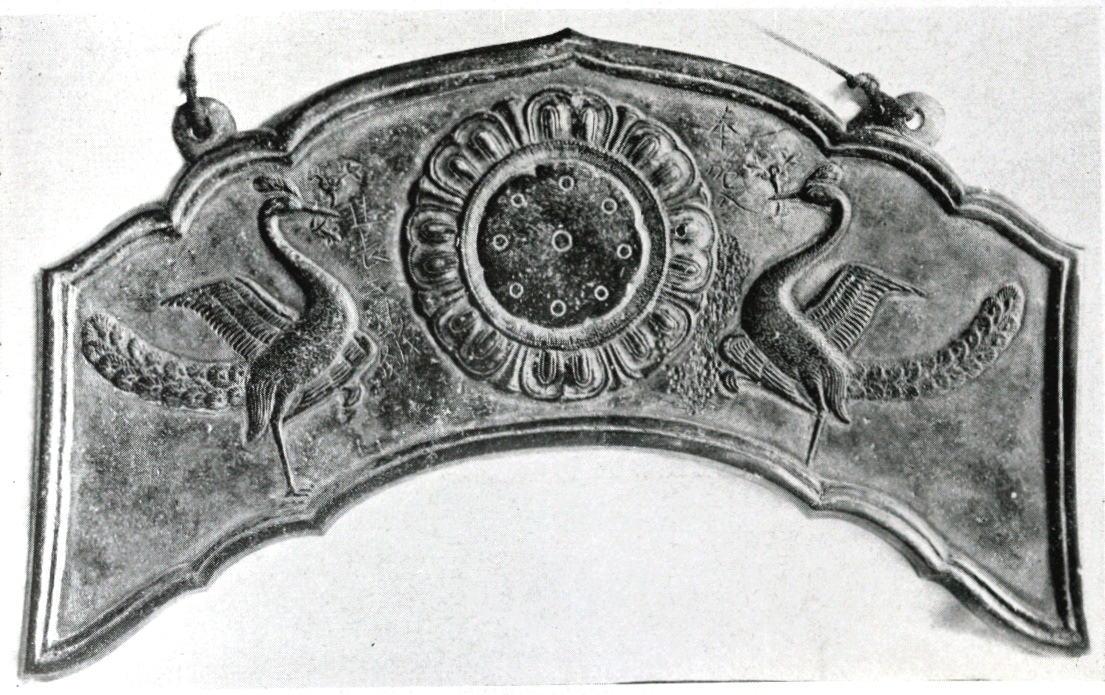
Gongo de ritual budista com pavão em relevo.

A categoria de artesanatos inclui cerâmica do Japão, China e Coreia; obras em metal como espelhos e sinos de templos; itens de rituais budistas e outros; material em laca como caixas, móveis e santuários portáteis; tecidos, armaduras e outros objetos. Esses itens datam do período clássico ao início do Japão moderno — e são abrigados em templos budistas, xintoístas e museus. Também são incluídos nesta categoria os tesouros sagrados que os fiéis presentearam o Santuário Asuka, Tsurugaoka Hachiman-gū, Santuário de Itsukushima, Kasuga-taisha e Kumano Hayatama Taisha. Os tesouros eram dedicados à divindade consagrada no respectivo templo. Eles compreendem vestuários, utensílios domésticos entre outros itens.

### Materiais históricos

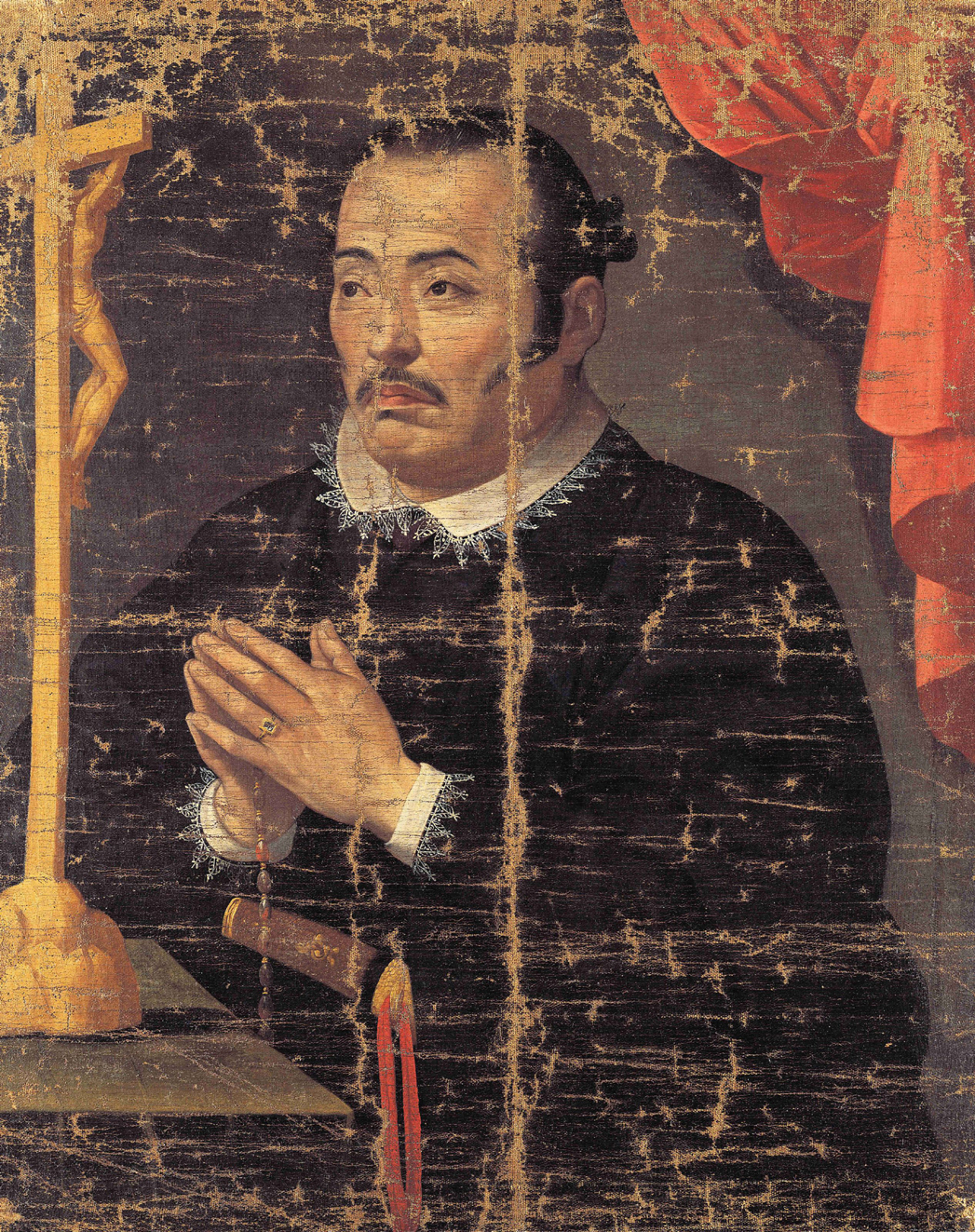
Hasekura Tsunenaga orando

Três conjuntos de Tesouros Nacionais são catalogados nesta categoria de "mateirais históricos" (歴史資料, rekishi shiryō). Um conjunto consiste de 1 251 itens relacionados à família Shō, os reis de Ryukyu, que dominavam a maior parte das Ilhas Ryukyu entre os séculos XV e XIX. Os itens designados datam da segunda Dinastia Shō (entre os séculos XVI e XIX) e localizam-se no Museu de História de Naha. Neste conjunto estão 1 166 documentos ou registros, incluindo planos de construção ou registros de itens de funeral; 85 são itens de artesanato que incluem artigos de vestuário e mobília.
O segundo conjunto compreende pinturas, documentos, ferramentas de cerimonial e itens de vestuário que Hasekura Tsunenaga trouxe de suas missões comerciais de 1613 a 1620 (Embaixada Keichō) para a Europa. Enviado por Date Masamune, Senhor do Domínio de Sendai, Hasekura viajou via Cidade do México e Madrid para Roma, antes de retornar ao Japão. Localizado no Museu da Cidade de Sendai, o conjunto designado de itens consiste de 47 objetos, um documentos de cidadania romana que data de novembro de 1615, um retrato do Papa Paulo V; um retrato de Hasekura orando após sua conversão em Madrid; 19 pinturas religiosas; pinturas de santos; itens de cerimonial como Rosários; uma cruz e medalhas; 25 itens de arreio e roupas como vestes de padre;  um kris indonésio e uma adaga do Sri Lanka.
Um terceiro conjunto consiste de 2 345 itens do período Edo relacionados ao agrimensor e cartógrafo Inō Tadataka. Os objetos designados estão em custódia do Memorial Inō Tadataka em Katori, Chiba, e inclui 787 mapas e desenhos, 569 documentos e registros, 398 cartas, 528 livros e 63 utensílios como instrumentos de pesquisa.

### Pinturas

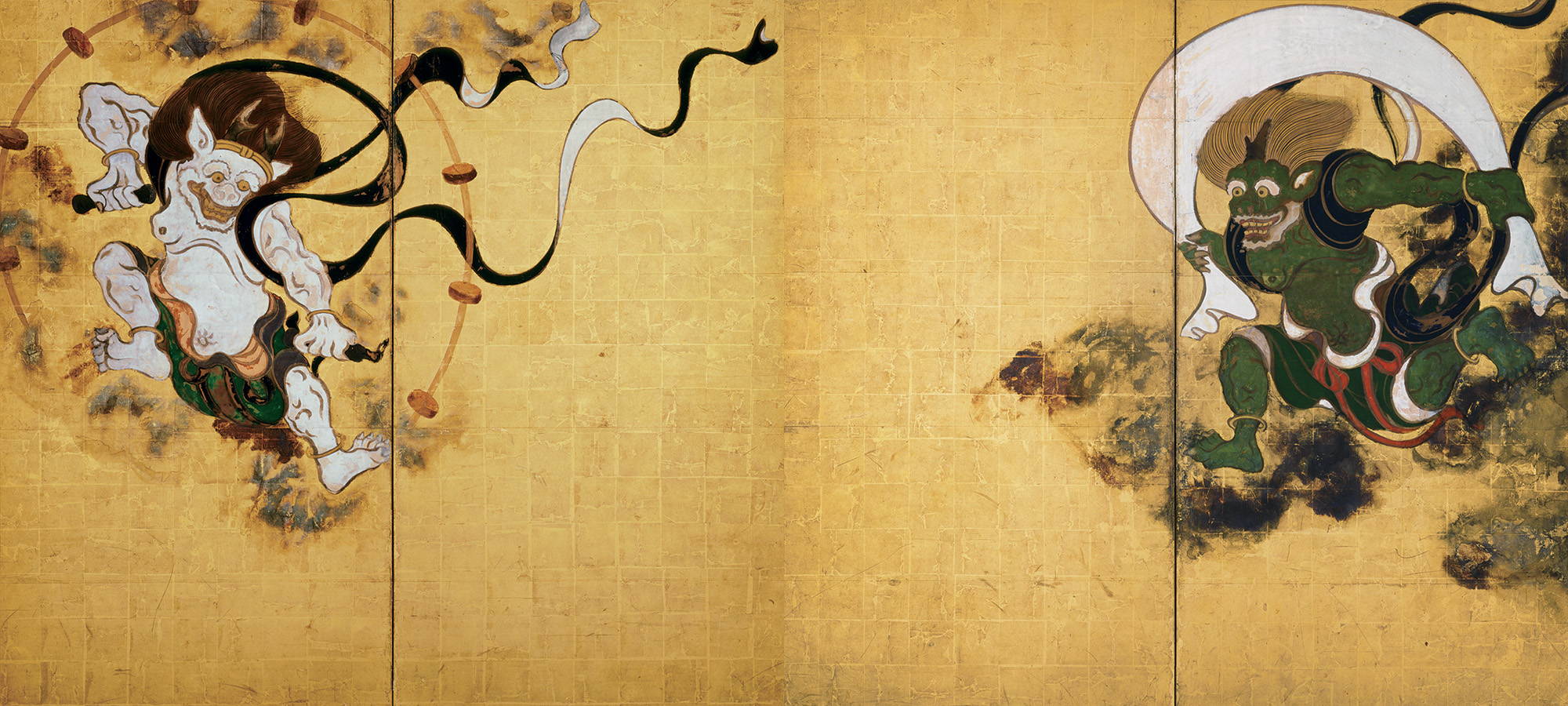
Biombo do Deus do Vento e Deus do Trovão por Tawaraya Sōtatsu

As pinturas japonesas e chinesas do período clássico Nara no século VIII ao início do moderno período Edo no século XIX estão listadas na categoria "pinturas" (絵画, kaiga). Os 159 Tesouros Nacionais na categoria incluem temas budistas, paisagens, retratos e cenas da corte. Vários materiais de base foram usados; 91 são pergaminhos de pendurar; 39 são pergaminhos de mão ou emakimono; 20 são biombos byōbu ou pinturas em portas corrediças (fusuma); e três são álbuns. Eles se localizam em museus, templos budistas e xintoístas, coleções privadas, uma universidade e um túmulo (Túmulo Takamatsuzuka). Uma grande parte dos itens são abrigados nos museus nacionais de Tóquio, Quioto e Nara. O maior número de pinturas do Tesouro Nacional está localizado em Quioto com 51, e Tóquio com 45, e mais da metade das pinturas de Tóquio localizam-se no Museu Nacional de Tóquio.

### Esculturas

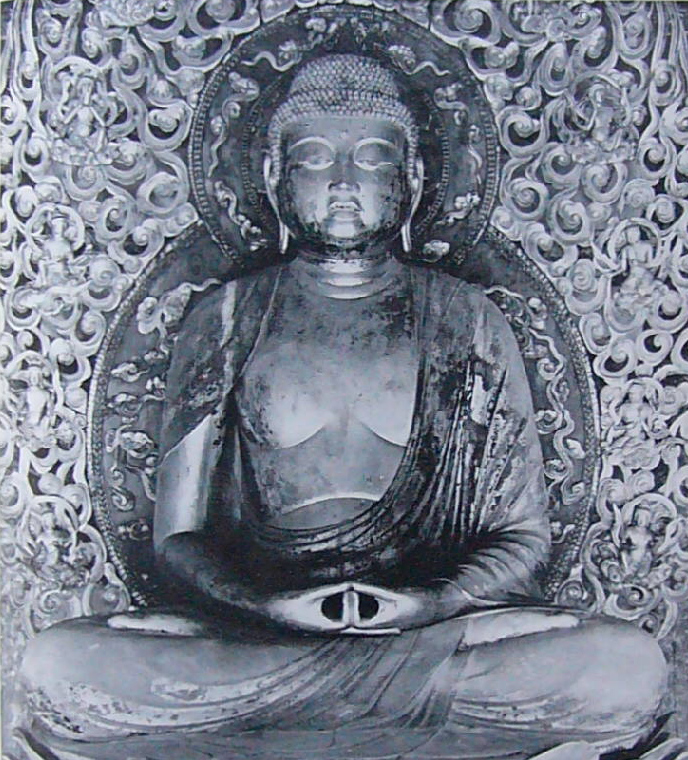
Amitaba, a imagem principal do Salão da Fênix do Byōdō-in e única obra existente de Jōchō

As esculturas de divindades budistas e xintoístas, ou de sacerdotes venerados como fundadores de templos, são listados na categoria "esculturas" (彫刻, chōkoku). Há 128 esculturas ou grupos de esculturas que são Tesouros Nacionais do século VII (período Asuka) ao século XIII (período Kamakura). A maior parte da esculturas (96) são de madeira, onze delas são de bronze, onze são de laca, sete são feitas de barro e uma, os Budas de Pedra de Usuki, consiste de um grupo de esculturas de pedra. As estátuas variam em tamanho de apenas 10 cm a 13 m e 15m para os Grandes Budas de Nara e Kamakura. 71 dos 128 registros localizam-se na província de Nara enquanto outras 37 estão em Quioto. Com algumas exceções, as esculturas localizam-se em templos budistas. Horyu-ji e Kofuku-ji são os locais com mais registros, cada um com 17. O Museu de Artes Plásticas Ōkura Shūkokan, em Tóquio, o Museu Nacional de Nara, em Nara, e o Santuário Yoshino Mikumari em Yoshino têm cada um um único Tesouro Nacional na categoria de escultura; um Tesouro Nacional que consiste de quatro esculturas de deuses xintoístas localiza-se no Kumano Hayatama Taisha; e os  Budas de Pedra de Usuki pertencem à cidade de Usuki.

### Documentos escritos

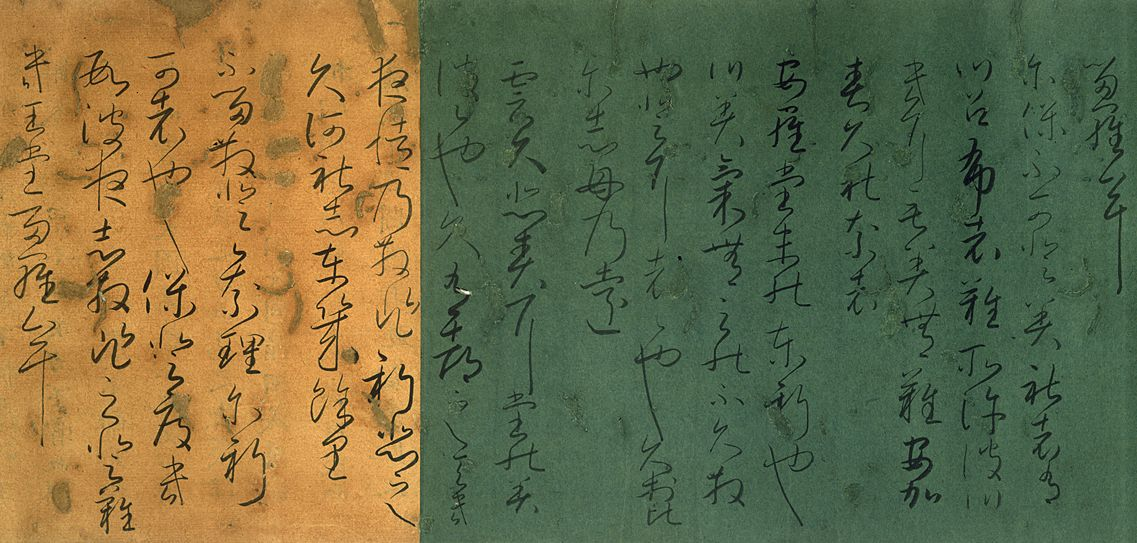
Akihagi-jō atribuído a Ono no Michikaze

Materiais escritos de vários tipos como transcrições de sutra, poesia, livros históricos e livros de especialistas são designados na categoria "escritos" (書跡・典籍, shoseki, tenseki). Os 224 itens ou conjuntos de itens são Tesouros Nacionais que datam predominantemente do Japão clássico e da era imperial da China a partir do século VI até o período Muromachi. A maioria foi feita com pincéis de escrita em papel e em muitos casos apresentam importantes exemplos de caligrafia.

## Medidas de preservação e utilização

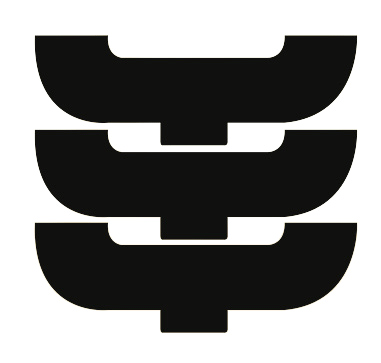
O logotipo da Proteção de Propriedades Culturais na forma de um, um tipo de entablamento encontrado na arquitetura do Japão.

Para garantir a preservação e utilização dos Tesouros Nacionais designados, um conjunto de medidas foi estabelecido na "Lei para Proteção de Propriedades Culturais" de 1950. Essas medidas diretas são complementadas pelos esforços indiretos que visavam a proteção da construção (no caso da arquitetura) ou técnicas necessárias para obras de restauração.
Os proprietários ou administradores de um Tesouro Nacional são responsáveis pela administração e reforma de uma obra. No caso de a propriedade ser perdida, destruída, danificada, alterada, transferida ou ter a propriedade transferida, eles devem avisar a Agência para Assuntos Culturais. Alterações na propriedade exigem uma permissão e que a agência seja notificada com 30 dias de antecedência da reforma. Se solicitado, os proprietários devem fornecer informações e relatar à Agência para Assuntos Culturais sobre a condição da propriedade. Se um Tesouro Nacional for danificado, a Agência tem o poder para determinar ao proprietário ou custodiante a reforma da propriedade. Se o proprietário não estiver em conformidade, a Agência pode realizar os reparos. Se um Tesouro Nacional está para ser vendido, o governo possui a opção de compra do item (§ 46). As transferências de Tesouros Nacionais são geralmente restritas e as exportações são proibidas.

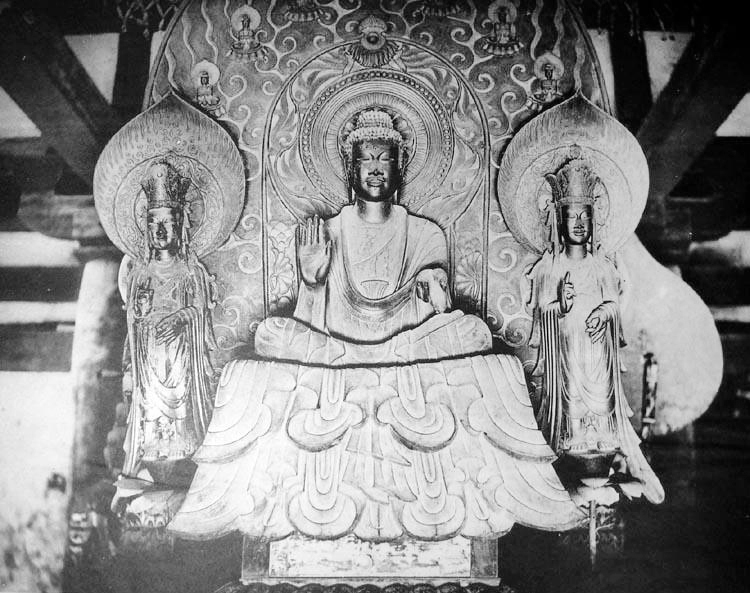
O Shakyamuni de Horyu-ji é uma obra de Tori Busshi.

Se subsídios forem concedidos à propriedade, a Agência tem o poder de recomendar ou exigir acesso público ou empréstimo a um museu por um período limitado (§ 51). A exigência de que os proprietários privados devem permitir acesso ou ceder direitos à propriedade foi considerada uma razão para as propriedades sob a supervisão da Agência da Casa Imperial não serem designadas como um Tesouro Nacional, com a exceção do Shōsōin. A Agência da Casa Imperial considera que as propriedades imperiais já possuem proteção suficiente, não necessitando da proteção adicional oferecida pela Lei para a Proteção das Propriedades Culturais. O governo satisfaz o interesse científico e público pelas propriedades culturais através de um sistema de documentação e através de uma operação para museus e centros de pesquisa cultural.
As medidas de proteção não são limitadas pelas responsabilidades da propriedade. Além do prestígio ganho com a designação, os proprietários recebem vantagens como isenções tributárias locais e redução de impostos nacionais sobre a transferências de propriedades.

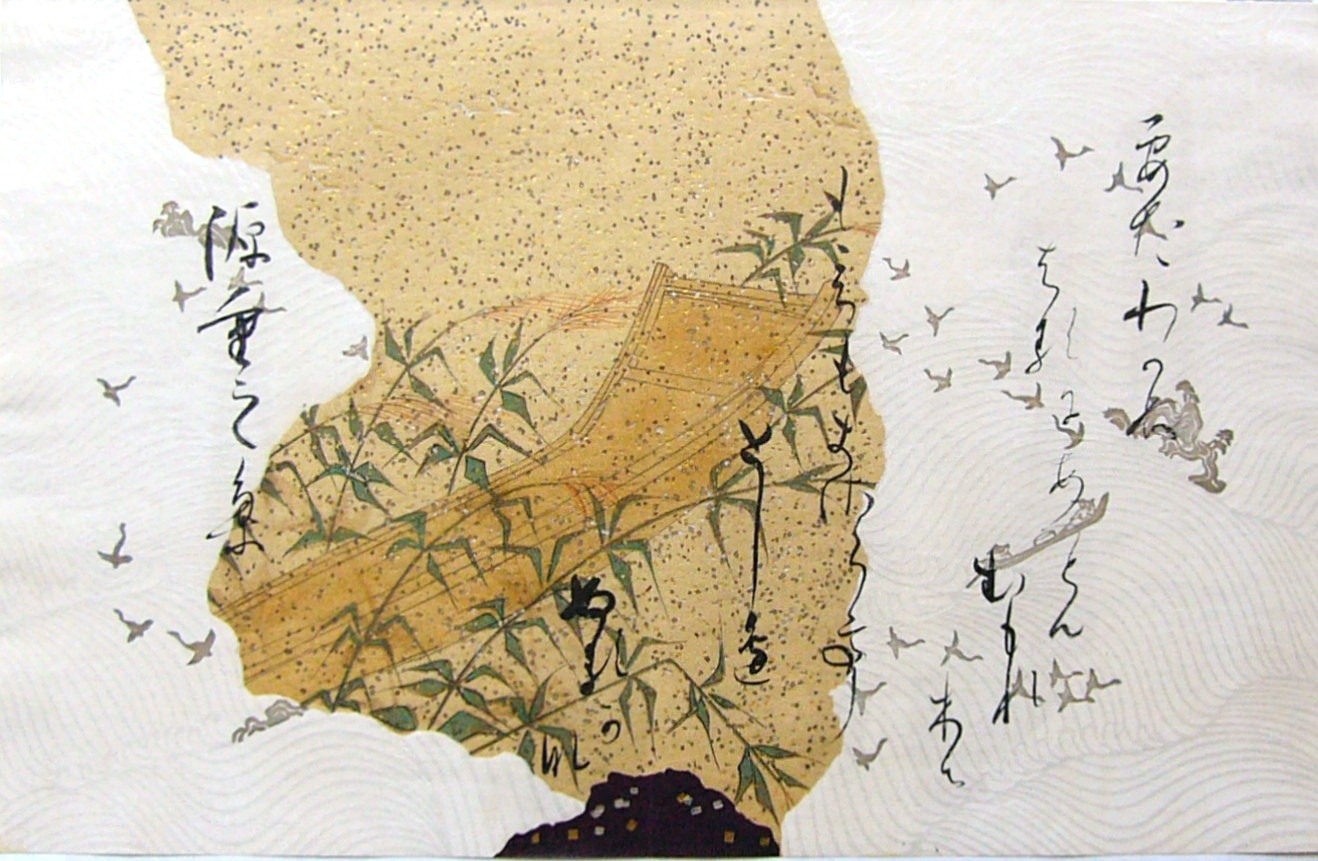
Coleção de 36 poemas do Imperador Go-Nara

A Agência para Assuntos Culturais oferece aos proprietários e custodiantes conselhos e orientação em relação à administração, restauração e exibição pública de Tesouros Nacionais. A agência promove atividades locais que visam à proteção das propriedades culturais, como atividades de estudo, proteção ou transmissão de propriedades culturais. Um custodiante pode ser nomeado para um Tesouro Nacional (geralmente um órgão governamental local) se as seguintes circunstâncias existem: o proprietário não pode ser localizado, a propriedade é danificada, a proteção adequada da propriedade não existe ou o acesso público à propriedade não é permitido.
O governo oferece concessões para reparos, manutenção e a instalação de equipamentos de prevenção a incêndios e outros sistemas de prevenção a desastres. Os subsídios estão disponíveis aos municípios para a aquisição de terras ou estruturas de propriedade cultural. As propriedades designadas geralmente têm seu valor de mercado aumentado.
O orçamento alocado pela Agência para Assuntos Culturais no ano fiscal de 2009 para a "Facilitação de Projetos de Preservação para Tesouros Nacionais e Propriedades Culturais Importantes" foi de 12 013 milhões de ienes, ou 11,8% do orçamento total da agência. As Melhorias para a Proteção de Propriedades Culturais foram no valor de 62 219 milhões de ienes, ou 61% do orçamento total.

## Estatística
A Agência para Assuntos Culturais do Japão publica a lista de Tesouros Nacionais e outros artefatos culturais japoneses designados no Banco de Dados das Propriedades Culturais Nacionais.  Em 24 de agosto de 2014, havia 871 Tesouros Nacionais na categoria de artes e artesanato e 210 na categoria de construções e estruturas. O número total de itens de artes e artesanato, bem como o número total de estruturas é maior pois os objetos relacionados são às vezes agrupados sob o mesmo nome comum.
Cerca de 89% das estruturas que são Tesouros Nacionais são religiosas. As residências contribuem com 8% das construções designadas, o restante sendo castelos e estruturas diversas. Mais de 90% são construções de madeira e cerca de 13% das construções designadas são de propriedade privada. Da categoria "artes plásticas e artesanato", mais de 30% dos Tesouros Nacionais são materiais escritos como documentos, cartas ou livros. Espadas, pinturas, esculturas e itens de artesanato cada um contribui com cerca de 15% dos Tesouros Nacionais nesta categoria.

### Distribuição geográfica
| A maior parte dos Tesouros Nacionais localiza-se na região de Kansai e Tóquio, embora alguns se localizem no norte e oeste de Honshu. |  | A maior parte dos Tesouros Nacionais localiza-se na região de Kansai e oeste do Japão, embora alguns estejam localizados no norte de Honshu. |
| Distribuição dos Tesouros Nacionais na categoria de artes e artesanato entre as províncias do Japão                                   |  | Distribuição dos Tesouros Nacionais na categoria de construções e estruturas entre as províncias do Japão                                    |

A distribuição geográfica dos Tesouros Nacionais no Japão é muito irregular. Áreas remotas como Hokkaido e Kyushu possuem poucas propriedades designadas e a maioria das províncias têm apenas algumas estruturas designadas como Tesouros Nacionais. Duas províncias – Miyazaki e Tokushima – não possuem qualquer Tesouro Nacional.
Quatro províncias na região de Kansai do centro de Honshu possuem cada uma mais de dez estruturas designadas como Tesouro Nacional: Hyogo (11), Quioto (48), Nara (64) e Shiga (22). Juntas elas possuem 145, ou 67% de todas os Tesouros Nacionais estruturais no Japão. Três lugares possuem 90 Tesouros Nacionais estruturas: Quioto, a capital do Japão e a sede da corte imperial por mais de mil anos; Horyu-ji, fundada pelo Príncipe Shotoku por volta de 600 d.C. e Nara, capital do Japão de 710 a 784 d.C.
Os Tesouros Nacionais de obras plásticas e artesanato estão distribuídos de uma maneira semelhante, com poucas em áreas remotas e uma maior concentração na região de Kansai. As sete províncias da região abrigam 483, ou 55,5% de todas as obras de arte e artesanatos designadas como Tesouros Nacionais. Tóquio, que possui apenas duas construções designadas como Tesouro Nacional, possui um número excepcionalmente alto de propriedades culturais nesta categoria.  Das 205 propriedades localizadas em Tóquio, 87 estão no Museu Nacional de Tóquio.

### Idade
Os itens designados oferecem um resumo da história da arte e arquitetura do Japão de eras antigas às moderas, com os Tesouros Nacionais arqueológicos mais antigos datando de 6 500 anos atrás, e o Palácio Akasaka datando do início do século XX. Itens de qualquer das categorias de Tesouros Nacionais podem não representar o intervalo de tempo inteiro mas sim um curto período de tempo determinado por eventos históricos, coincidindo com a época na qual a arte ou tipo de arquitetura específica floresceu.
Os templos budistas designados como Tesouros Nacionais vão do final do século VII – cerca de 150 anos após a introdução do budismo no Japão em meados do século VI – ao século XIX (início do Japão moderno). A história dos templos xintoístas no Japão é ainda mais antiga que a dos templos budistas. No entanto, devido à tradução de reconstruir templos xintoístas em intervalores regulares, conhecida como Shikinen sengū-sai (式年遷宮祭), as estruturas de templos xintoístas designadas mais antigas datam do final do século XII. Os castelos japoneses tradicionais são um produto de um período de 50 anos que se iniciou com a construção do Castelo de Azuchi em 1576, que marcou uma mudança no estilo e função dos castelos. A construção do castelo terminou em 1620. O xogunato Tokugawa destruiu o clã Toyotomi em 1615 e posteriormente proibiu a construção de novos castelos.
No Japão, os primeiros requícios de padrões de sedentarismo e civilização datam do período Jomon, de cerca de 14 mil a.C. a 300 a.C. Figuras de barro (dogu) e algumas das peças de cerâmica mais antigas do mundo, descobertas em sítios no norte do Japão, foram designadas como os mais antigos Tesouros Nacionais na categoria de "materiais arqueológicos". Alguns dos itens mais antigos nesta categoria são objetos descobertos em túmulos sutra do período Kamakura.
A data inicial de "artesanato", "documentos escritos" e "esculturas" designados está relacionada à introdução do budismo no Japão em 552 d.C. Uma grande parte dos mais antigos Tesouros Nacionais dessas categorias foram diretamente importados da China continental e Coreia. Após o período Kamakura, as obras de escultura japonesa, que era em sua maior parte religiosa, deterioraram-se. Consequentemente, não há esculturas designadas como Tesouro Nacional após o período Kamakura.